# Radinger Moorwiesen
Radinger Moorwiesen este o arie protejată (arie specială de conservare — SAC, sit de importanță comunitară — SCI) din Austria întinsă pe o suprafață de 3 ha, integral pe uscat.

## Localizare
Centrul sitului Radinger Moorwiesen este situat la coordonatele 47°44′12″N 14°18′05″E / 47.7367°N 14.3014°E.

## Înființare
Situl Radinger Moorwiesen a fost declarat sit de importanță comunitară în februarie 1995 pentru a proteja 1 specie de plante. Situl a fost protejat și ca arie specială de conservare în martie 2012.

## Biodiversitate
Situată în ecoregiunea alpină, aria protejată conține 3 habitate naturale: Pajiști cu Molinia pe soluri calcaroase, turboase sau argilos-nămoloase (Molinion caeruleae), Mlaștini alcaline, Păduri aluvionare cu Alnus glutinosa și Fraxinus excelsior (Alno-Padion, Alnion incanae, Salicion albae).
La baza desemnării sitului se află o specie protejată de  plante: moșișoare (Liparis loeselii).